# Рожевий колір
Роже́вий ко́лір — колір, що утворюється при змішуванні червоного й білого. Іноді описується як світло-червоний, однак точніше означення — ненасичений червоний колір.

## Асоціації

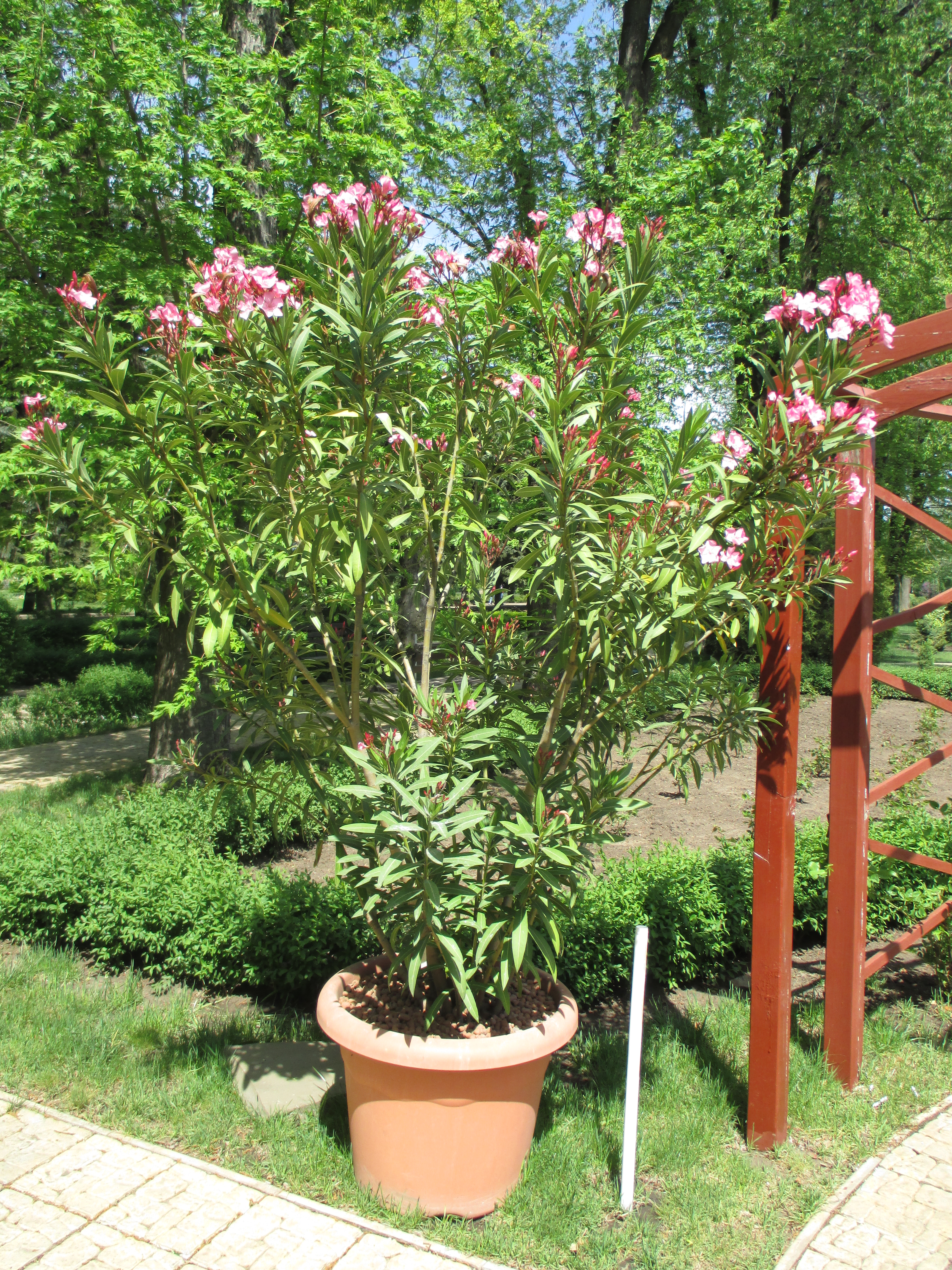

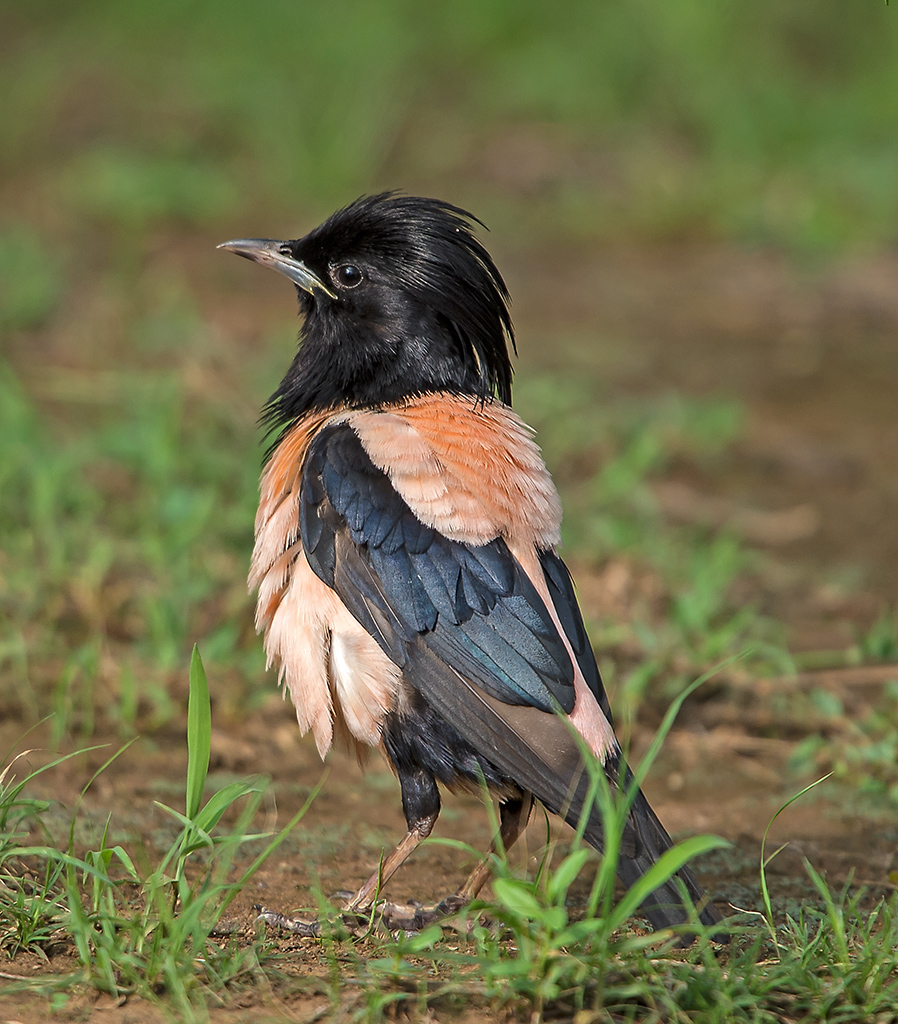

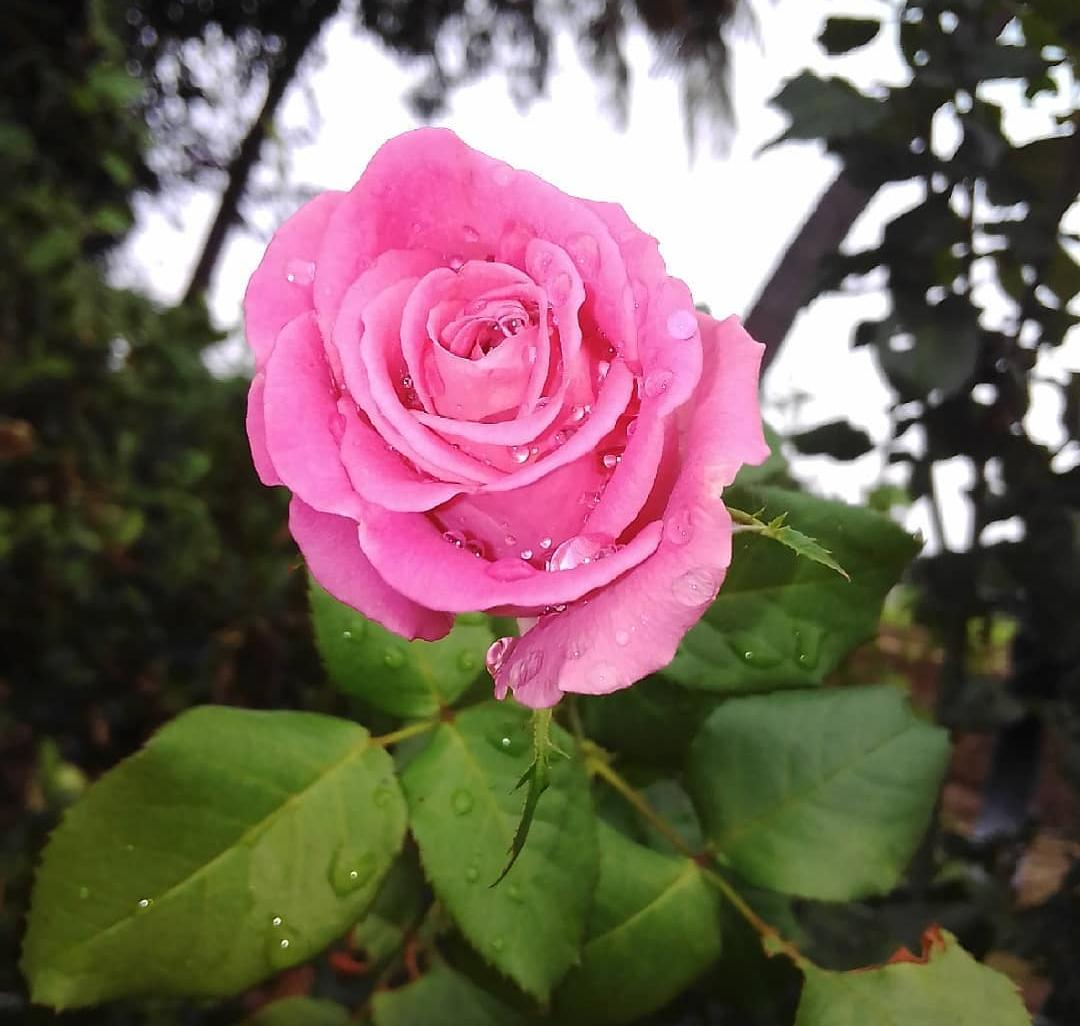

У зоонімах та фітонімах
- Рожеве дерево — деревина тропічних і субтропічних дерев рожевого або рожево-червоного кольору, іноді із запахом троянди.

- Рожевий шпак — рід птахів родини шпакових.

- Сакура — японська вишня.

У культурі
- Рожеве вино
- Рожева пантера (фільм, 2006)

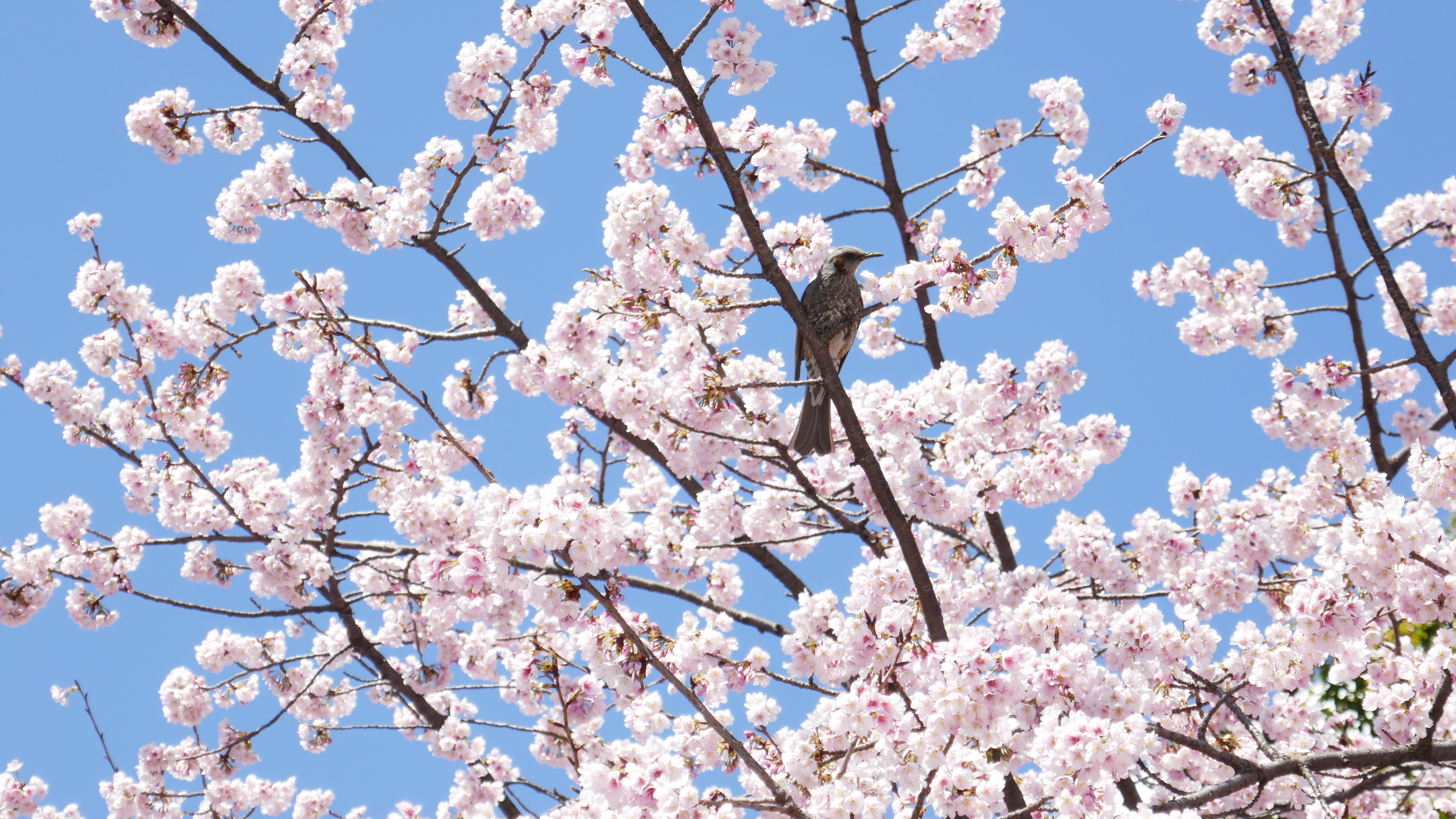
Сакура

- Традиційний дівчачий та лесбійський колір

Інше
- Рожева хвороба — те саме, що акродинія.
- Рожевий лишай — захворювання шкіри з групи інфекційних еритем.